# Plecs de clàusules
Els plecs de clàusules es poden definir com els documents a través dels quals els ens públics regulen els diferents aspectes econòmics, jurídics i tècnics d'una contractació pública, i formulen els drets i obligacions de les partes contractants, definint en tots els seus aspectes el contracte que es proposen subscriure. En la contractació administrativa és tradicional distingir entre els plecs de clàusules administratives generals, particulars i els plecs de prescripcions tècniques.

## Plecs de clàusules administratives generals
Tenen per objecte regular els aspectes de caràcter general que han de ser aplicables a tots els contractes amb objecte anàleg al previst al corresponent plec general. L'elaboració i l'aprovació d'aquests plecs té caràcter potestatiu tant per a l'administració estatal com per a l'autonòmica i local.

## Els plecs de clàusules administratives particulars
Aquests plecs contenen les declaracions que són específiques del contracte de què es tracta i del procediment i els criteris d'adjudicació. Excepte per als contractes menors, és requisit obligatori en la contractació la inclusió a l'expedient del plec de clàusules administratives particulars, que serà aprovat per l'òrgan de contractació prèviament o conjuntament a l'autorització de la despesa, i sempre abans de la licitació del contracte o, si no n'hi ha, abans de l'adjudicació provisional. En els plecs de clàusules administratives particulars s'han d'incloure els pactes i les condicions definidores dels drets i obligacions de les parts del contracte, i la resta de mencions requerides per la llei 30/2007 i les seves normes de desenvolupament.
L'aprovació dels plecs de clàusules administratives particulars correspon a l'òrgan de contractació i un cop aprovats, formen part integrant del contracte.

## Els plecs de prescripcions tècniques
L'òrgan de contractació haurà d'aprovar amb anterioritat a l'autorització de la despesa o conjuntament amb aquesta, i sempre abans de la licitació del contracte o, si no n'hi ha, abans de la seva adjudicació provisional, els plecs i documents que continguin les prescripcions tècniques particulars que hagin de regir la realització de la prestació. Les prescripcions tècniques hauran de permetre l'accés en condicions d'igualtat dels licitadors sense que puguin tenir per efecte la creació d'obstacles injustificats a l'obertura dels contractes públics a la competència.